# Abschnitt 40/Episodenliste
Diese Episodenliste enthält alle Episoden der deutschen Polizeiserie Abschnitt 40, sortiert nach der offiziellen Folgennummerierung  von RTL. Die Fernsehserie umfasst 5 Staffeln mit 37 Episoden und dem Pilotfilm Berlin – Abschnitt 40, welcher am 17. Mai 2001 ausgestrahlt wurde.

## Übersicht
| Staffel | Episodenanzahl | Erstausstrahlung   | Erstausstrahlung  |
| Staffel | Episodenanzahl | Staffelpremiere    | Staffelfinale     |
| ------- | -------------- | ------------------ | ----------------- |
| 1       | 8              | 19. September 2002 | 14. November 2002 |
| 2       | 8              | 16. Oktober 2003   | 18. Dezember 2003 |
| 3       | 8              | 10. Februar 2005   | 31. März 2005     |
| 4       | 8              | 14. September 2006 | 12. Juni 2012 1   |
| 5       | 5              | 19. Juni 2012      | 17. Juli 2012     |

## Staffel 1
| Nr. (ges.) | Nr. (St.) | Originaltitel  | Erstausstrahlung D | Regie        | Drehbuch                           |
| ---------- | --------- | -------------- | ------------------ | ------------ | ---------------------------------- |
| 1          | 1         | Durchgedreht   | 19. Sep. 2002      | Udo Witte    | Christoph Darnstädt                |
| 2          | 2         | Vermisst       | 26. Sep. 2002      | Udo Witte    | Reiner Lücker                      |
| 3          | 3         | Kopflos        | 10. Okt. 2002      | Andreas Senn | Christoph Darnstädt, Reiner Lücker |
| 4          | 4         | Feiertage      | 17. Okt. 2002      | Andreas Seen | Christoph Darnstädt                |
| 5          | 5         | Vollmond       | 24. Okt. 2002      | Udo Witte    | Christoph Darnstädt                |
| 6          | 6         | Morgengrauen   | 31. Okt. 2002      | Udo Witte    | Christoph Darnstädt                |
| 7          | 7         | Samstagskisten | 7. Nov. 2002       | Florian Kern | Christoph Darnstädt                |
| 8          | 8         | Familienalbum  | 14. Nov. 2002      | Florian Kern | Christoph Darnstädt, Arne Laser    |

## Staffel 2
| Nr. (ges.) | Nr. (St.) | Originaltitel        | Erstausstrahlung D | Regie             | Drehbuch                                            |
| ---------- | --------- | -------------------- | ------------------ | ----------------- | --------------------------------------------------- |
| 9          | 1         | Schusswaffengebrauch | 16. Okt. 2003      | Andreas Senn      | Christoph Darnstädt, Tim Krause                     |
| 10         | 2         | Wiederholungstäter   | 23. Okt. 2013      | Andreas Senn      | Christoph Darnstädt                                 |
| 11         | 3         | Straßen der Nacht    | 30. Okt. 2003      | Florian Kern      | Christoph Darnstädt                                 |
| 12         | 4         | Häuslicher Einsatz   | 13. Nov. 2003      | Florian Kern      | Christian Darnstädt, Anja Weber, Martin Wilke       |
| 13         | 5         | Ausgesetzt           | 20. Nov. 2013      | Rolf Wellingerhof | Christoph Darnstädt                                 |
| 14         | 6         | Schattenboxen        | 4. Dez. 2003       | Rolf Wellingerhof | Christoph Darnstädt, Stefan Kuhlmann, Martin Maurer |
| 15         | 7         | Seelenfrieden        | 11. Dez. 2003      | Andreas Senn      | Christoph Darnstädt, Ulf Tschauder                  |
| 16         | 8         | Mausefalle           | 18. Dez. 2003      | Andreas Seen      | Oliver Hein-Macdonald                               |

## Staffel 3
| Nr. (ges.) | Nr. (St.) | Originaltitel     | Erstausstrahlung D | Regie             | Drehbuch                                          |
| ---------- | --------- | ----------------- | ------------------ | ----------------- | ------------------------------------------------- |
| 17         | 1         | Sicherstellung    | 10. Feb. 2005      | Florian Kern      | Christoph Darnstädt, Martin Maurer, Ulf Tschauder |
| 18         | 2         | Gefahr im Verzug  | 17. Feb. 2005      | Florian Kern      | Christoph Darnstädt                               |
| 19         | 3         | Terroristen       | 24. Feb. 2005      | Rolf Wellingerhof | Christoph Darnstädt                               |
| 20         | 4         | Kindeswohl        | 3. März 2005       | Rolf Wellingerhof | Christoph Darnstädt, Mimi Struwe                  |
| 21         | 5         | Vatertage         | 10. März 2005      | Florian Kern      | Christian Darnstädt                               |
| 22         | 6         | Rotlicht          | 17. März 2005      | Florian Kern      | Christoph Darnstädt, Oliver Hein-Macdonald        |
| 23         | 7         | Viel zu heiß      | 24. März 2005      | Andreas Senn      | Christoph Darnstädt                               |
| 24         | 8         | Zechanschlussraub | 31. März 2005      | Andreas Senn      | Christoph Darnstädt, Oliver Hein-Macdonald        |

## Staffel 4
| Nr. (ges.) | Nr. (St.) | Originaltitel       | Erstausstrahlung D | Regie             | Drehbuch                                   |
| ---------- | --------- | ------------------- | ------------------ | ----------------- | ------------------------------------------ |
| 25         | 1         | Faust in der Tasche | 14. Sep. 2006      | Florian Kern      | Christoph Darnstädt                        |
| 26         | 2         | Geständnisse        | 21. Sep. 2006      | Florian Kern      | Christoph Darnstädt, Rainer Butt           |
| 27         | 3         | Bomben              | 28. Sep. 2006      | Rolf Wellingerhof | Christoph Darnstädt, Oliver Hein-Macdonald |
| 28         | 4         | Mädchen und Jungs   | 5. Okt. 2006       | Rolf Wellingerhof | Christoph Darnstädt                        |
| 29         | 5         | Blutrache           | 12. Okt. 2006      | Kilian Riedhof    | Christian Darnstädt                        |
| 30         | 6         | Zwangsmaßnahmen     | 29. Mai 2012       | Kilian Riedhof    | Rainer Butt                                |
| 31         | 7         | Amoklage            | 5. Juni 2012       | Florian Kern      | Oliver Hein-Macdonald                      |
| 32         | 8         | Schutzbehauptung    | 12. Juni 2012      | Florian Kern      | Henning Köhn                               |

## Staffel 5
| Nr. (ges.) | Nr. (St.) | Originaltitel   | Erstausstrahlung D | Regie        | Drehbuch                                   |
| ---------- | --------- | --------------- | ------------------ | ------------ | ------------------------------------------ |
| 33         | 1         | Angst           | 19. Juni 2012      | Florian Kern | Christoph Darnstädt                        |
| 34         | 2         | Vertrauensbruch | 26. Juni 2012      | Florian Kern | Rainer Butt                                |
| 35         | 3         | Abendland       | 3. Juli 2012       | Florian Kern | Christoph Darnstädt                        |
| 36         | 4         | Täter und Opfer | 10. Juli 2012      | Andreas Senn | Henning Köhn                               |
| 37         | 5         | Dienstwaffe     | 17. Juli 2012      | Andreas Senn | Christoph Darnstädt, Oliver Hein-Macdonald |